# Sorunda kyrka
Sorunda kyrka är en kyrkobyggnad i Sorunda socken i Nynäshamns kommun. Kyrkan tillhör Sorunda församling i Strängnäs stift och ligger i Sorunda kyrkby ungefär tre mil sydost om Södertälje och två mil nordväst om Nynäshamn.  

## Kyrkobyggnaden
Sorunda kyrka som är belägen i en bördig jordbrukstrakt på Södertörn anses vara en av Södermanlands största landsortskyrkor. Den har utvidgats ett flertal gånger, varvid den fått formen av en korskyrka med tornet kvar i väster. Korsarmarna som består av gravkor i norr och söder, är sammanbyggda med sakristian respektive vapenhuset. Gravkoren öppnar sig med vida bågar ut mot långhuset. 

## Historik

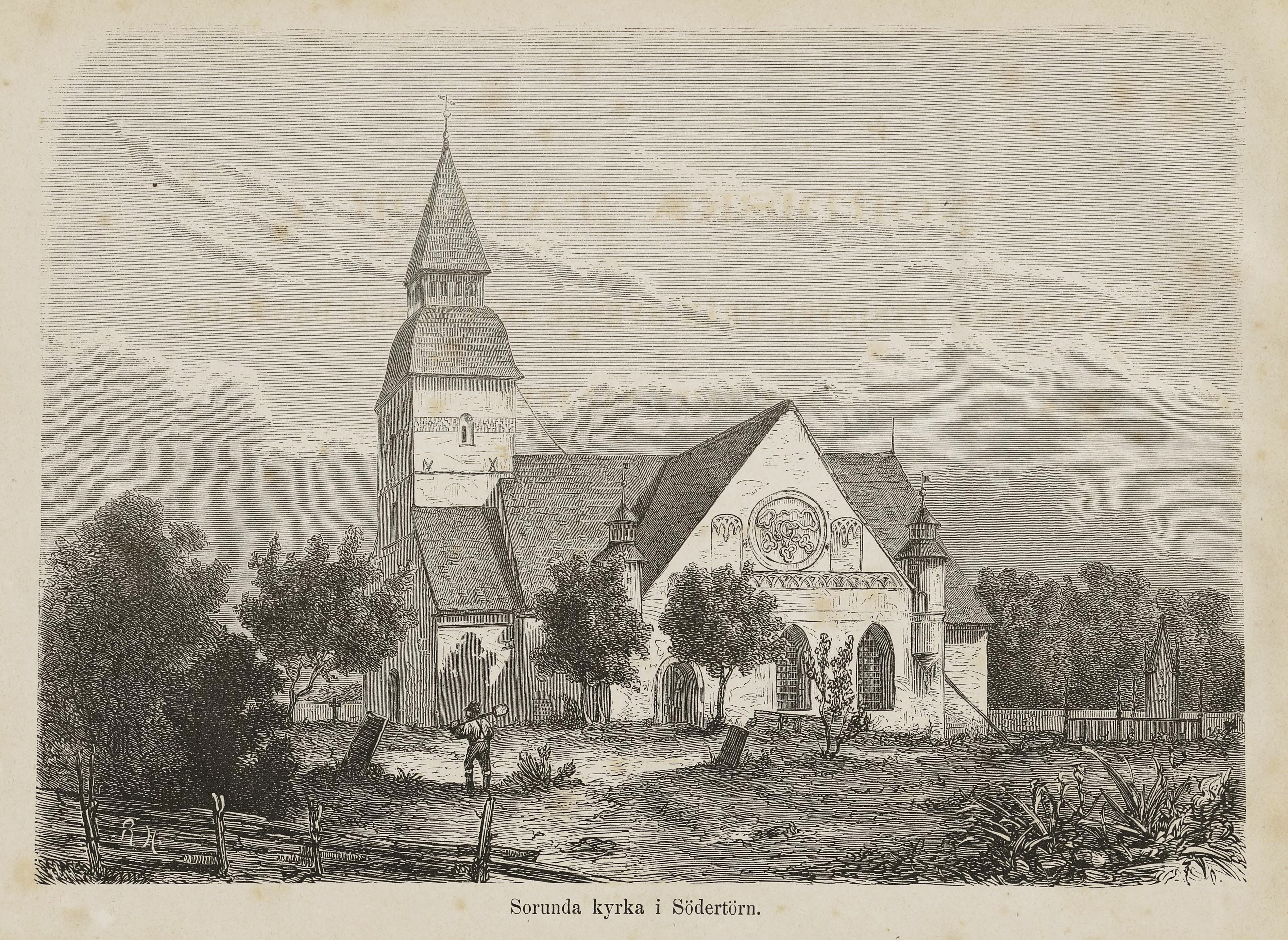
Sorunda kyrka 1873.

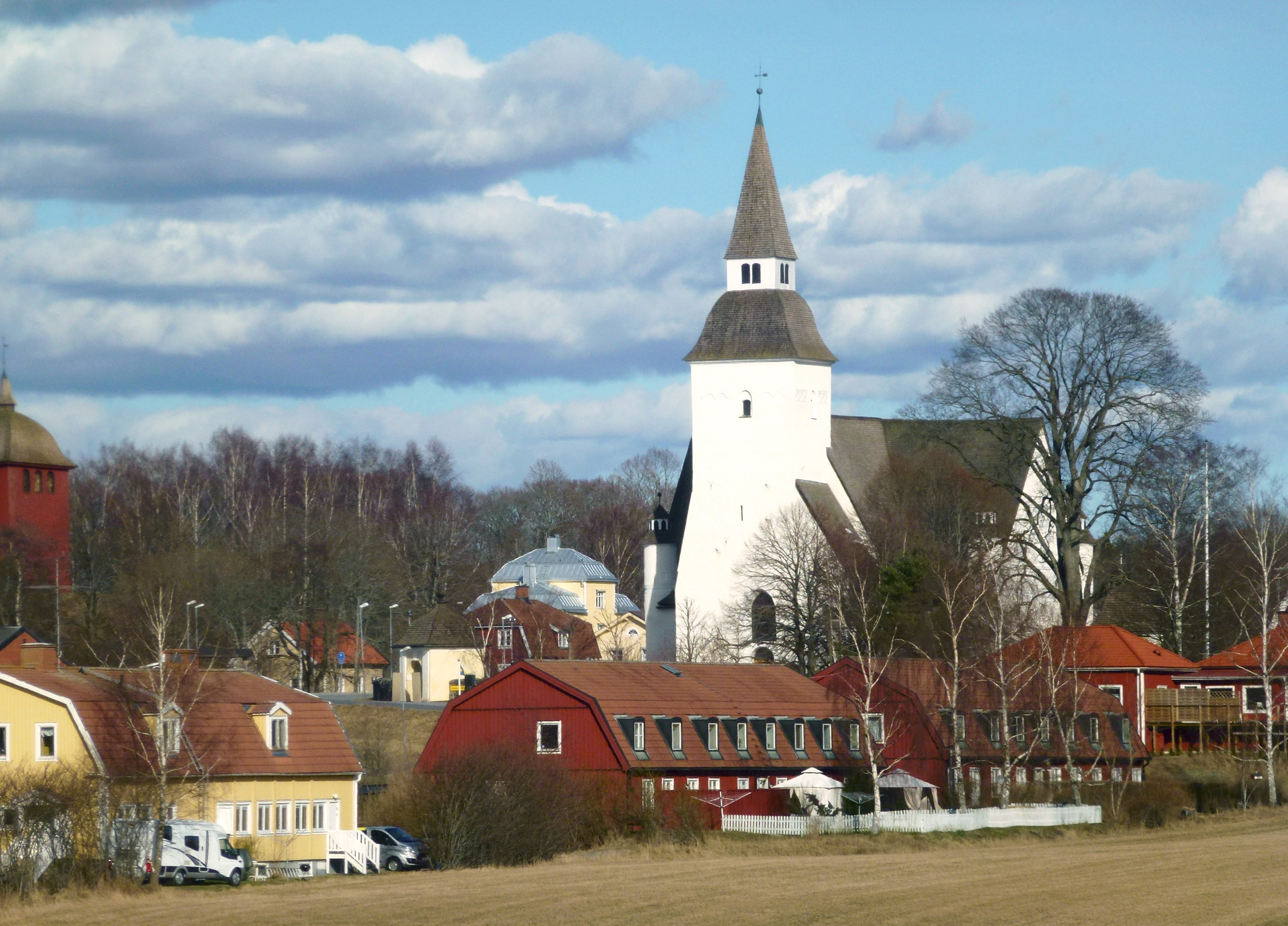
Sorunda kyrka i mars 2015, längst till vänster skymtar klockstapeln.

Kyrkans byggnadshistoria är ytterst komplicerad. Inga arkeologiska undersökningar som kunnat ge svar på vissa frågeställningar har utförts. Under den äldsta byggnadsperioden på 1100-talet uppfördes en stenkyrka med västtorn. Av denna är murpartier bevarade i tornets norra delar, varifrån de sträcker sig några meter in i långhuset. Ingången byggdes i södra långhusmuren. Utvändigt i dess sydvästra hörn är en stenrelief i form av ett huvud och ett reptilliknande djur inmurad, daterad till 1100-talets senare del. Under högmedeltiden, kanske 1410, gjordes utvidgningar mot öster till dubbel längd, likaså mot söder. Resultatet blev en salkyrka med rak altarvägg. Under denna period byggdes troligen den välvda sakristian på norrsidan och ett kapell, möjligen också ett i söder. Även vapenhuset på sydsidan kan vara från 1400-talet. 
Nästa byggnadsperiod ägde rum kring år 1500, då kyrkan fick sin nuvarande planform och koret och långhuset försågs med så kallade ringvalv. Norra kapellet inrättades till gravkor för ätten Bååt, vilket sedermera ombyggdes med bland annat ett stjärnvalv för ätten Fleming. Tornet utvidgades mot söder med ett kryssvälvt helgonkapell. Därefter höjdes tornets murar och några decennier senare, troligen kring 1540, byggdes i söder ett nytt gravkor för ätten Bååt. Möjligen ingår dessa murar i ett senmedeltida kapell, men den underjordiska gravkammaren togs i bruk på 1500-talet. Kapellet välvdes likaså med ett stjärnvalv och ett enkelt kryssvalv.
Kalkmålningarna från 1549 är signerade Urian Olofson och tillhör de fåtaliga av sitt slag från Gustav Vasas tid. De återupptäcktes 1897 och togs fram följande år, varvid de tyvärr påbättrades i tidens smak. Korsarmarnas gavelrösten är gemensamma med sakristian respektive vapenhuset. Fasaderna har blinderingar och vapenkartuscher. Båda gavlarna har små runda hängtorn på var sida. Bååtska fasaden anses ha tillkommit kanske först på 1570-talet. Omkring år 1600 byggdes norra gravkoret om till motsvarande för ätten Fleming och erhöll kalkmålningar av en troligen tysk mästare. Sannolikt även under 1600-talet byggdes den nuvarande ingången i tornets västmur. Omkring 1680 byggdes en kraftig strävpelare i tornets nordmur så att denna kom att ligga i flykt med motsvarande långhusmur. Hela kyrkan härjades av brand 1689 varvid en äldre tornhuv förstördes. 
Nuvarande tornhuv blev färdig först på 1720-talet. Samtliga tak är spåntäckta. Glasmålningen i altarväggens fönster är komponerad av Carl Georg Brunius i anslutning till en stor reparation efter hans ritningar. Efter ett ras i korvalvet 1897 följde nya iståndsättningar efter ritningar av Gustaf Petterson. Kyrkorummet dekorerades av en artist med efternamnet Bergendorff, förnamnet okänt (Carl Eckard?). Målningarna är i våra dagar endast synliga i valven och på dess pelare. Schablonmålningarna på högmurarna målades över vid en restaurering 1963–1964. Då utfördes även ommålning av den fasta inredningen. Ett parti av orgelläktaren från 1600-talet i väster monterades på norra långhusmuren. Enligt en inskrift på läktaren är den skänkt 1642. I samband med restaureringen insattes de nuvarande bänkarna.

## Inventarier
- Dopfunt av kalksten, ciborietyp, med cuppa från mitten av 1200-talet.
- Altarskåp  av ek, nordtyskt arbete från 1400-talets tredje fjärdedel.
- Altarskåp av ek, nordtyskt arbete från 1400-talets sista fjärdedel.
- Triumfkrucifix från sent 1400-tal.
- Predikstol från 1667 utförd av Carl Hebel.
- Erik Flemings gravmonument av marmor av den holländske mästaren Nicolaes Millich, troligen utfört 1678–1678.
- Gravsten över Peder Erlandsson (Bååt) och hans hustru Märta Björnsdotter (Pukehorn)

## Orglar
I koret fanns ett orgelverk från 1600-talet. Vid en sockenstämma i februari 1738 bifölls kyrkorådets förslag att kororgeln skulle flyttas till stora läktaren mitt i kyrkan. Orgelbyggare Olof Hedlund ansåg dock att det gamla verket var i så dåligt skick att det inte lönade sig att reparera, utan att det vore bättre att lägga pengarna på ett nytt instrument. Sedan "högwälborna Fröken Maria Christina Fleming" lovat lämna ett bidrag om tusen daler kopparmynt antogs Olof Hedlunds förslag till nytt orgelpositiv för tvåtusen daler kopparmynt. Kontraktet är daterat 1 maj 1738.

### Hedlundspositivet
- 1739: Orgelbyggare Olof Hedlund, Stockholm, byggde ett mekaniskt åttstämmigt positiv med ljudande fasad. Tonomfång: lång stor oktav (49 toner). Efter fyra veckor var arbetet klart och invigning skedde vid gudstjänsten den första advent, 2 december 1739. Smeden Hindr. Wolpherdt hade gjort smidesarbetena och bildhuggaren Olof Gerdman skulpturerna. Orgeln kostade 2000 daler. 1000 daler bekostades av fröken Christina Flemming.[1]

Disposition
- 1796: Reparation utfördes av orgelbyggare Fredric Rudberg som varit gesäll hos Olof Schwan (1744–1812) i Stockholm.
- 1824: Renovering av kyrkans organist Johan Erik Westrell, Närtuna, som flyttade orgelhuset bakåt, försåg positivet med bihangspedal, delar trumpet 8’ i bas/diskant och ändrade Decima till Octava 1’ bas och Octava 8’ diskant på samma slejf. Han satte också in en ny spärrventil. Arbetet granskades av orgelbyggare Pehr Zacharias Strand, Stockholm (1797–1844).
- 1835: Reparation av Johan Erik Westrell.
- 1863: Församlingen erhöll som gåva ett harmonium, som användes i avvaktan på en lösning av de orgelproblem som uppkommit i 1800-talets mitt.
- 1878: Positivet plockades ned och såldes för 150 kronor till organisten Jonas Runbäck i Ytterjärna, som 1879 i sin tur lät sälja instrumentet till Evangelisk-lutherska missionsföreningens bönehus i Sandviken. Bönehuset blev senare brukskyrka för Sandviken. Orgeln flyttades därefter till Sandvikens baptistkyrka

### Setterquistorgeln
- 1878: Firma E. A. Setterquist & son, Örebro (1809–1885), byggde en ny 16-stämmig orgel med 2 manualer.
- 1898: Renovering av orgelbyggare Anders Victor Lundahl, Stockholm (1846–1903).
- 1963: Orgeln revs.

### Hammarbergorgeln
- 1964: Firma Olof Hammarberg, Göteborg, byggde ny mekanisk 19-stämmig orgel. Fasaden ritad av orgelbyggare Nils Hammarberg.

Disposition
| Huvudverk                             | Bröstverk       | Pedal         | Koppel |
| Principal 8'                          | Gedackt 8’      | Subbas 16’    | II/I   |
| Rörflöjt 8'                           | Rörflöjt 4’     | Borduna 8’    | I/P    |
| Oktava 4'                             | Principal 2’    | Koralbas 4’   | II/P   |
| Traversflöjt 4'                       | Waldflöjt 2'    | Kvintadena 2’ |        |
| Oktava 2'                             | Nasat 1 1/3’    | Fagott 16'    |        |
| Sesquialtera II chor. 2 2/3’ + 1 3/5’ | Scharf II chor. |               |        |
| Mixtur IV chor.                       | Regal 8'        |               |        |

## Galleri, exteriör

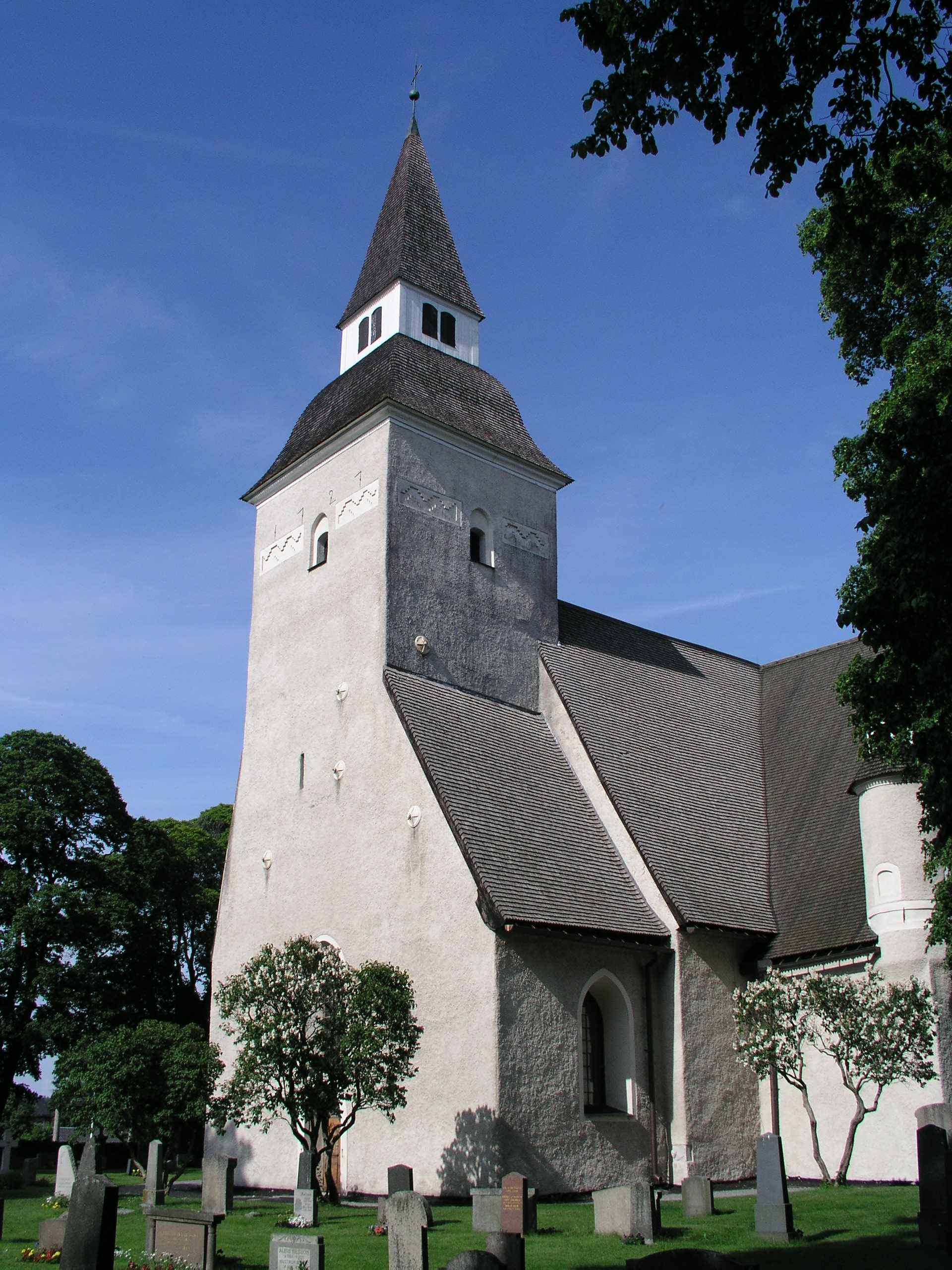
Sorunda kyrka
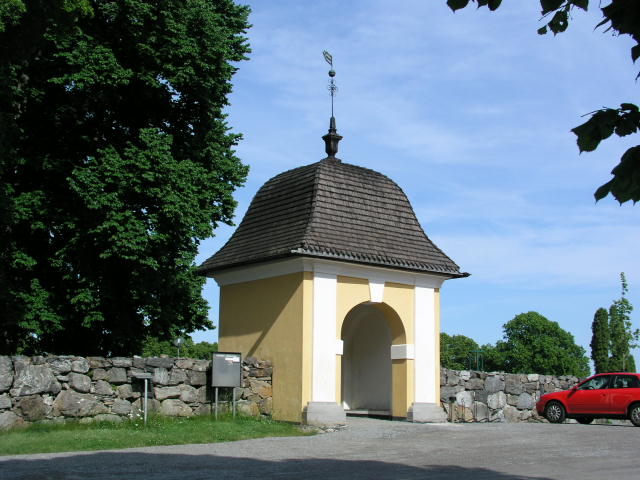
Stiglucka in till Sorunda kyrka
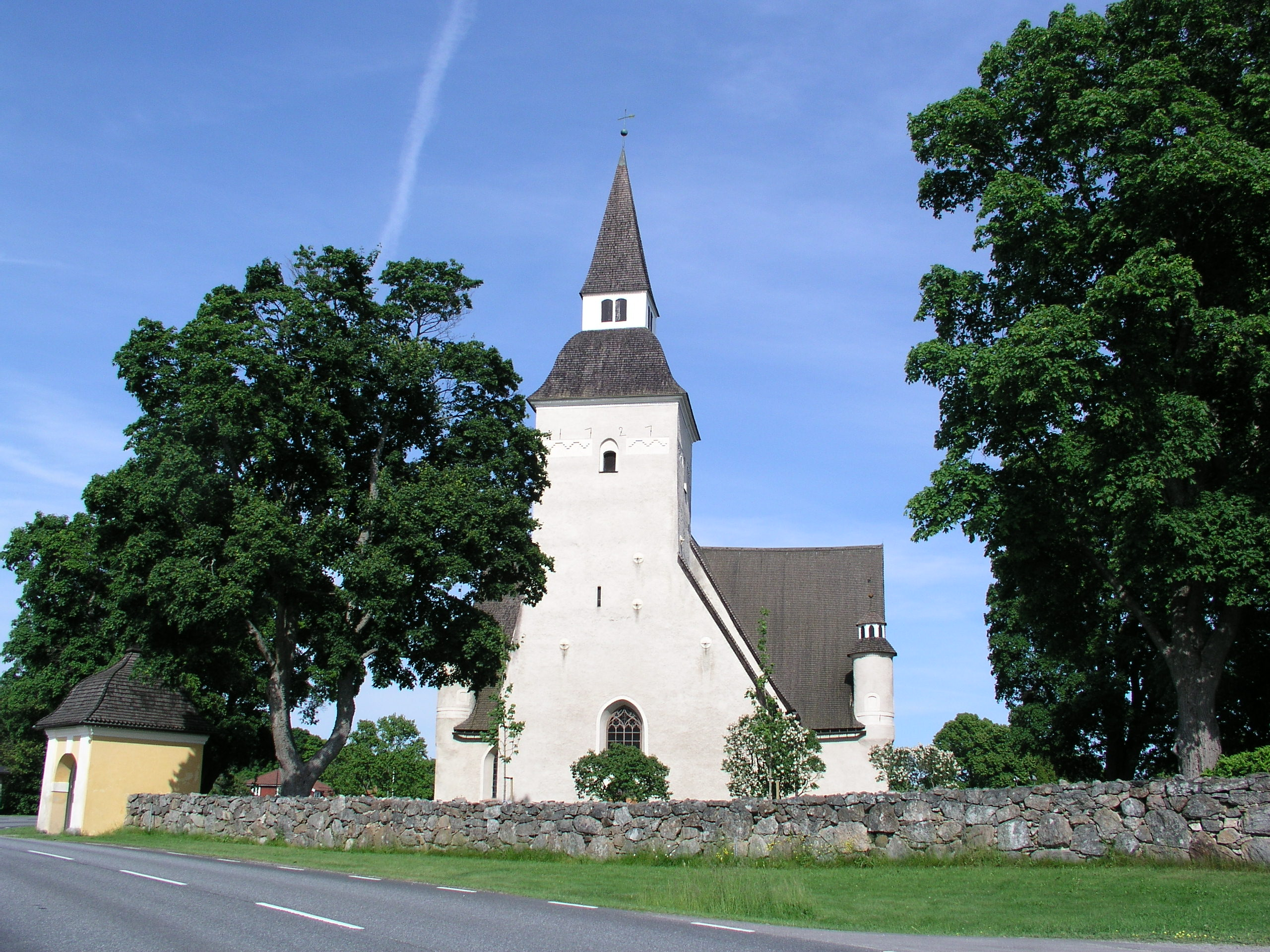
Sorunda kyrka
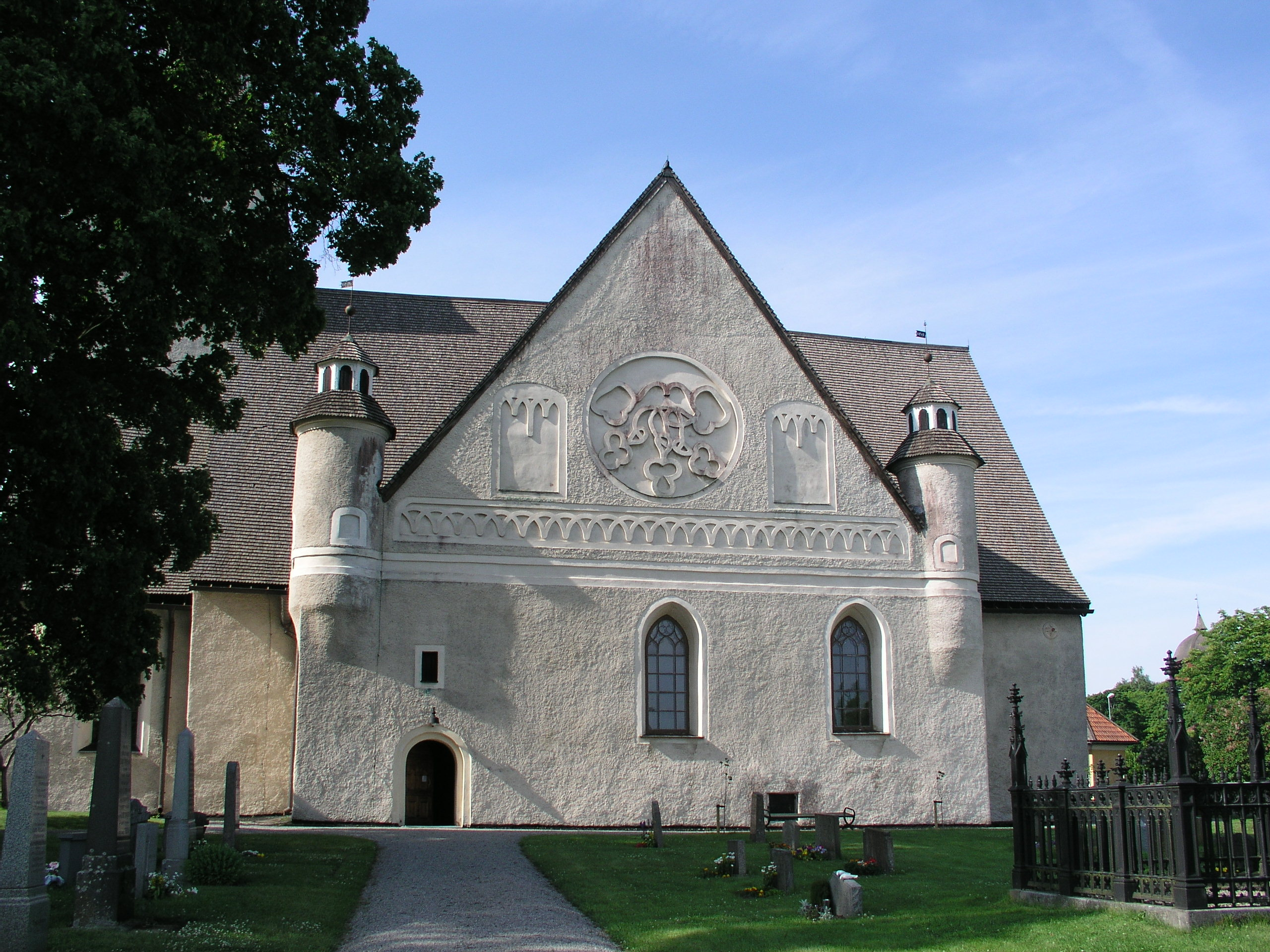
Sorunda kyrka, tvärskeppet
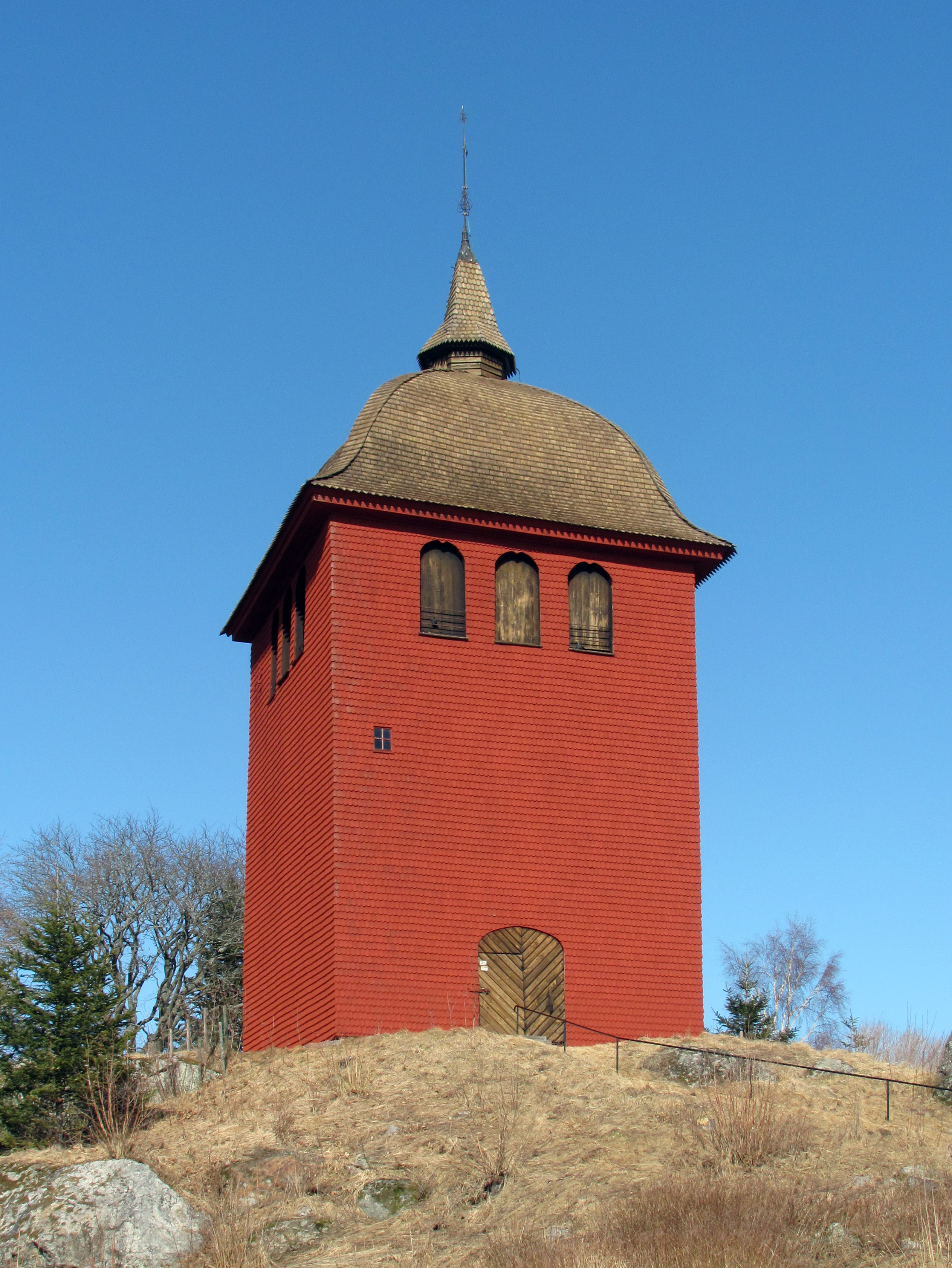
Klockstapeln

## Galleri, interiör

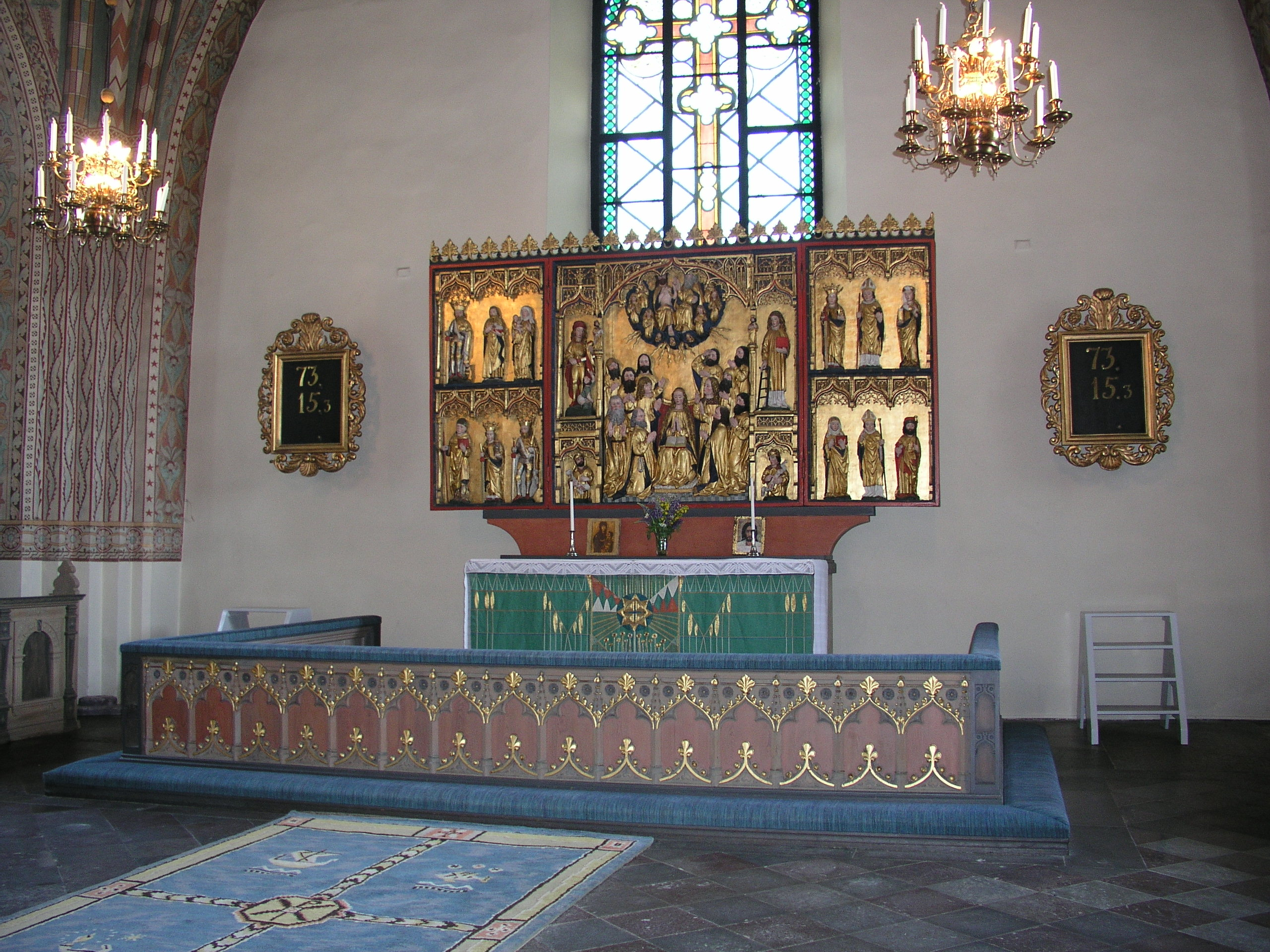
Sorunda kyrka, högkoret
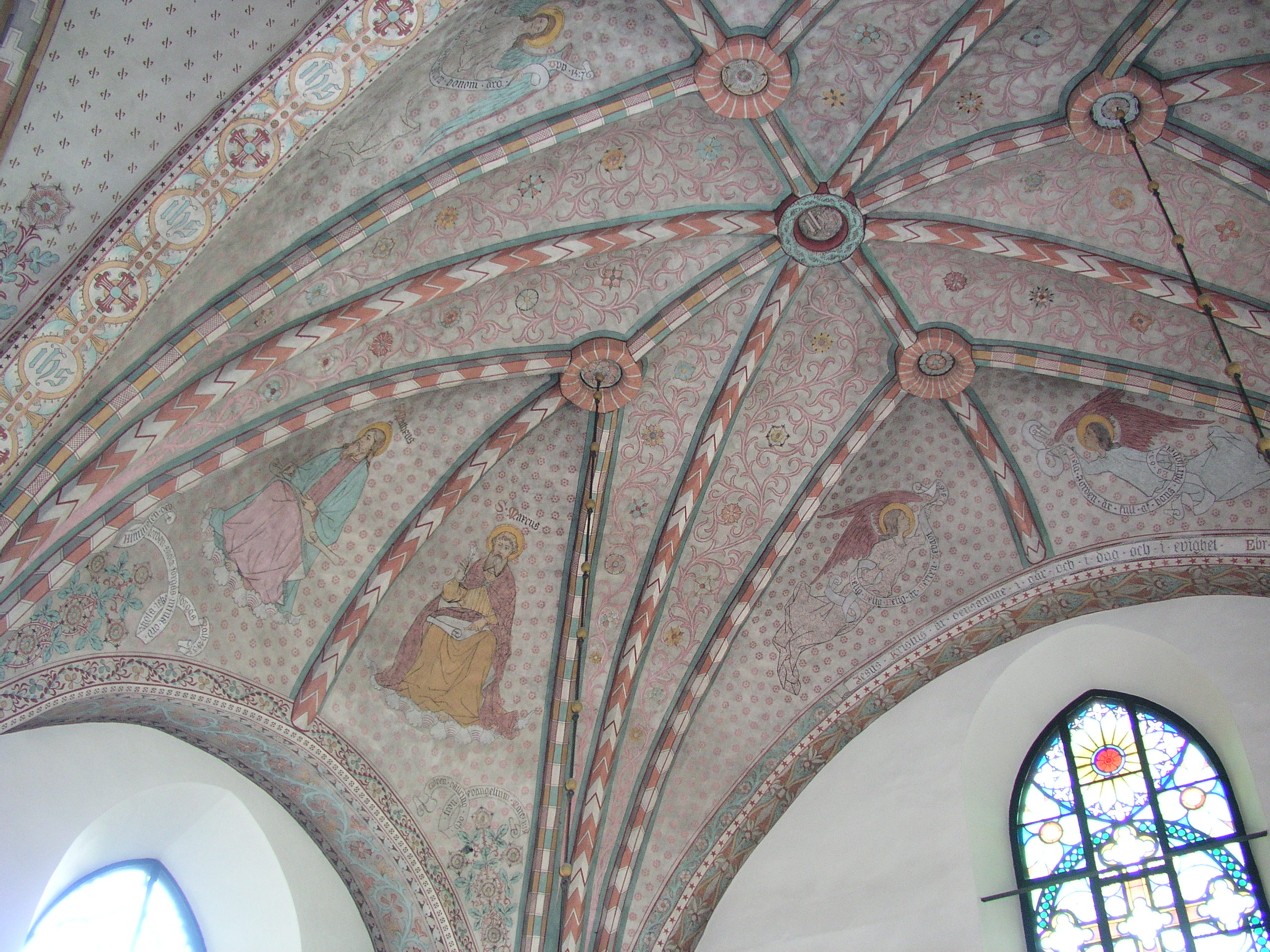
Kalkmålning
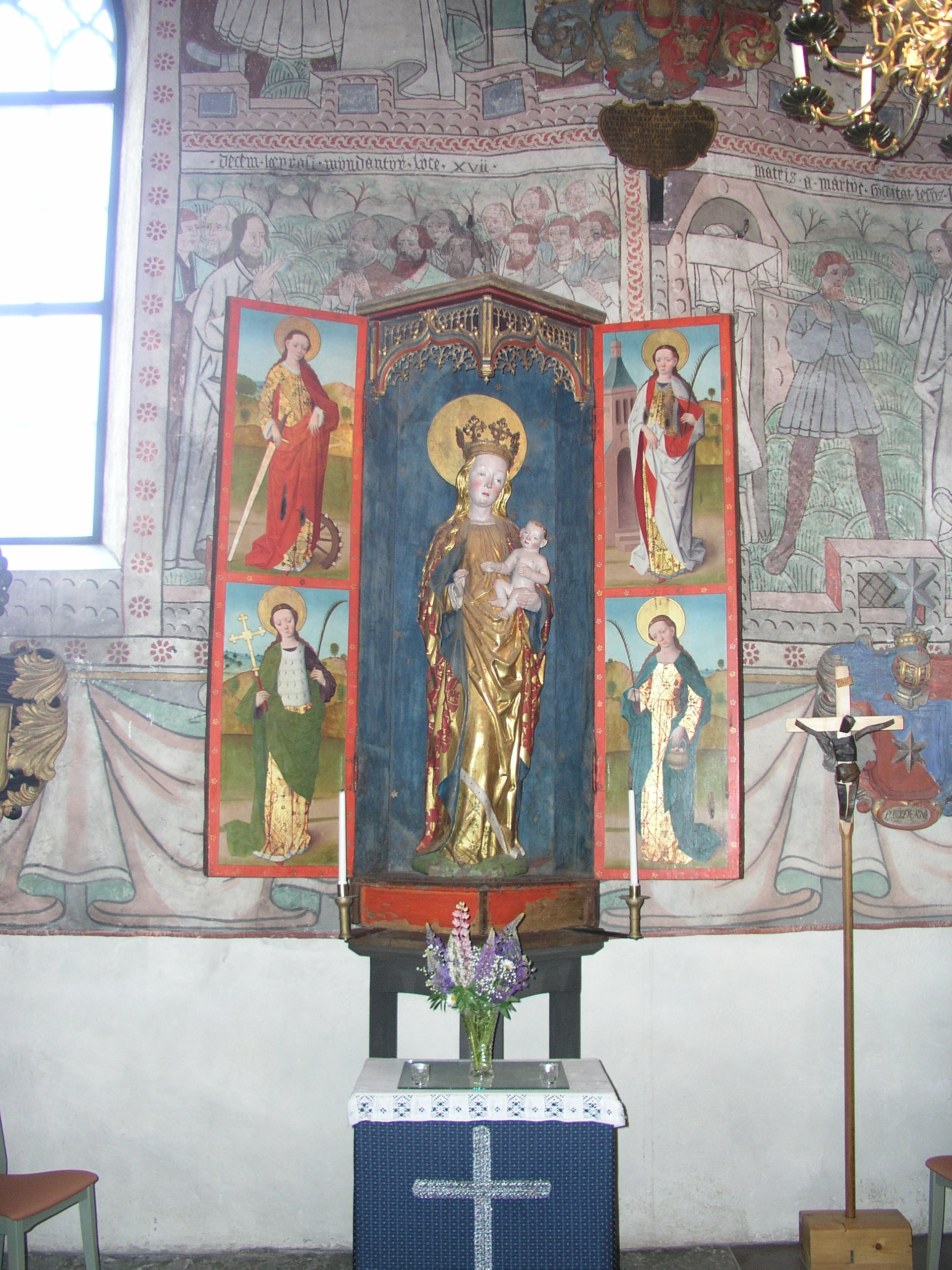
Sidoaltare med altarskåp
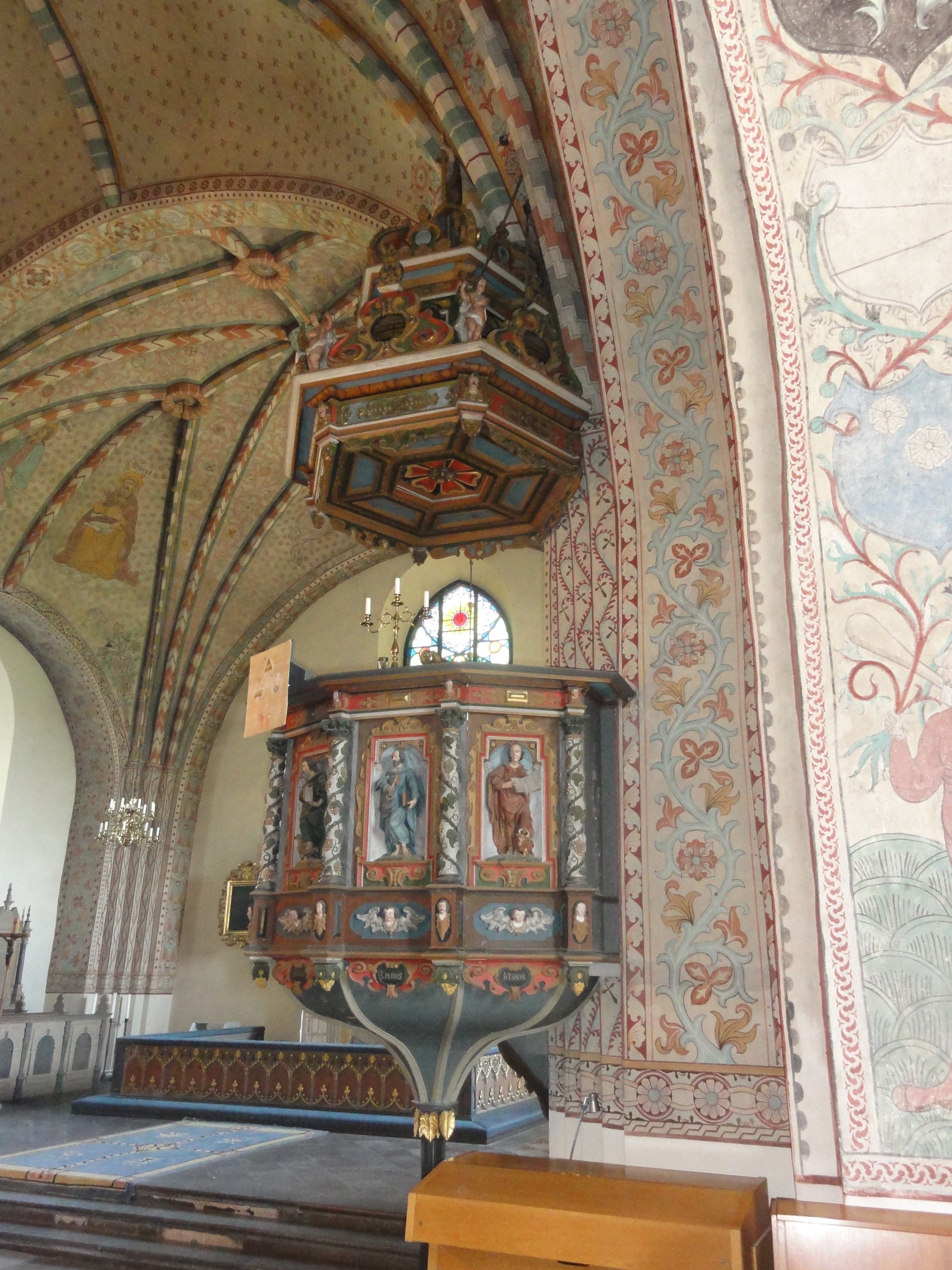
Predikstolen
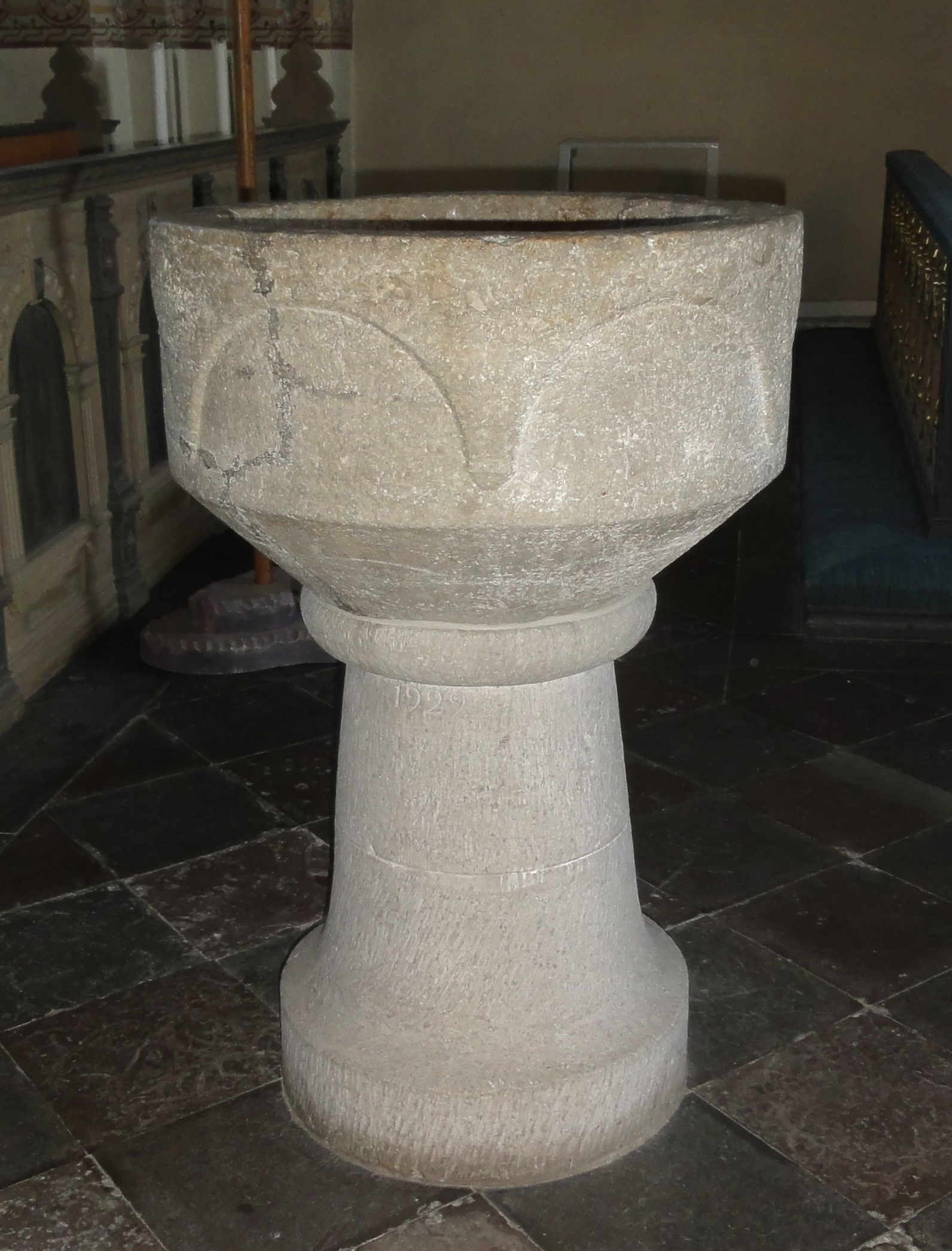
Dopfunten